# Libelloides
Libelloides Schaeffer, 1766 è un genere di neurotteri della famiglia Ascalaphidae. Le specie che ne fanno parte sono presenti nella maggior parte del continente europeo. I loro habitat più tipici sono i prati aridi e i boschi di conifere.

## Etimologia
Il nome Libelloides deriva dall'abitudine dell'insetto adulto, quando è in posizione di riposo, di ripiegare le ali lungo il corpo in modo simile alle libellule, dalle quali è comunque riconoscibile a prima vista per le lunghe antenne clavate.

## Descrizione
Gli insetti appartenenti al genere sono caratterizzati da un corpo piuttosto tozzo e da lunghe antenne con l'estremità clavata. Le loro abitudini sono diurne. Il loro volo è rapido e ondeggiante e avviene principalmente attorno ai due metri di altezza rispetto al terreno. La cattura delle prede, in particolare mosche e altri piccoli insetti, si svolge durante il volo. Si riscaldano al sole poggiandosi sulle piante, con le ali distese. Prediligono biotopi caldi e asciutti.
Le larve sono piuttosto simili a quelle dei formicaleoni e vivono al suolo, nella lettiera e sotto le pietre.

## Specie
- Libelloides baeticus (Rambur, 1842)
- Libelloides coccajus (Denis & Schiffermüller, 1775)
- Libelloides cunii Selys-Longchamps, 1880
- Libelloides hispanicus (Rambur, 1842)
- Libelloides ictericus (Charpentier, 1825)
- Libelloides lacteus (Brullé, 1832)
- Libelloides longicornis (Linnaeus, 1764)
- Libelloides macaronius (Scopoli, 1763)
- Libelloides rhomboides (Schneider, 1845

## Galleria d'immagini

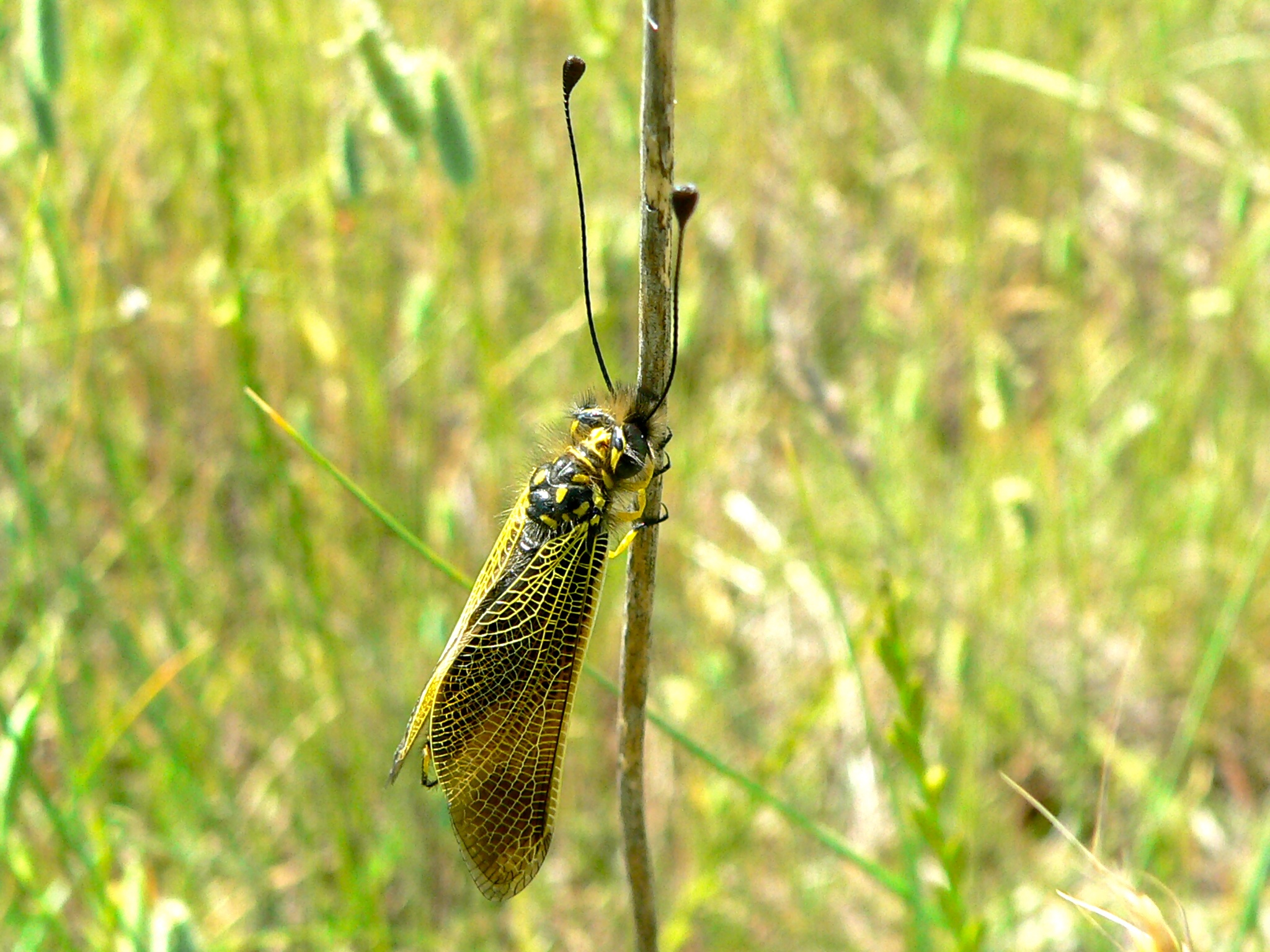
Libelloides longocornis (Hérault, Francia)
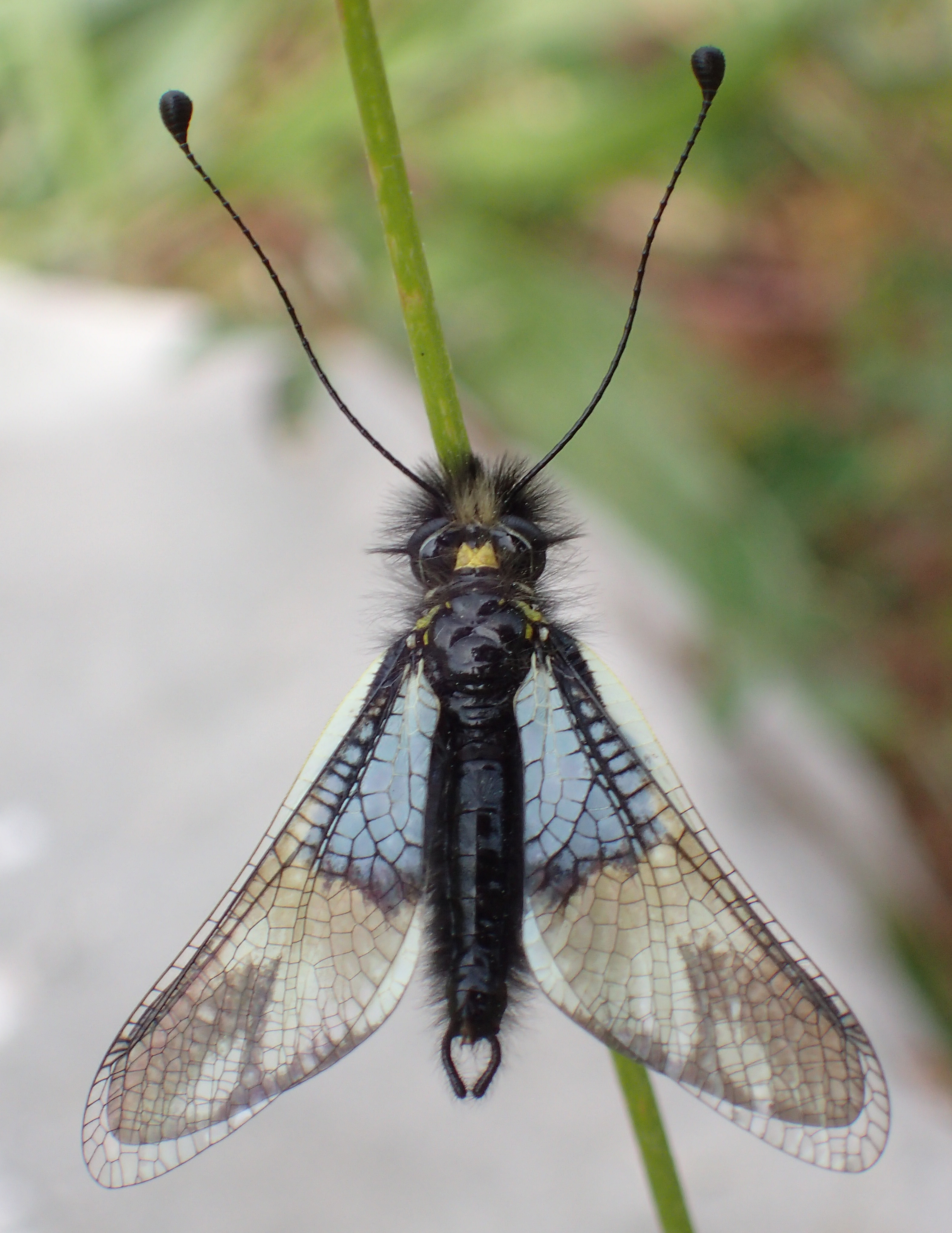
Libelloides lacteus (Peloponneso, Grecia)
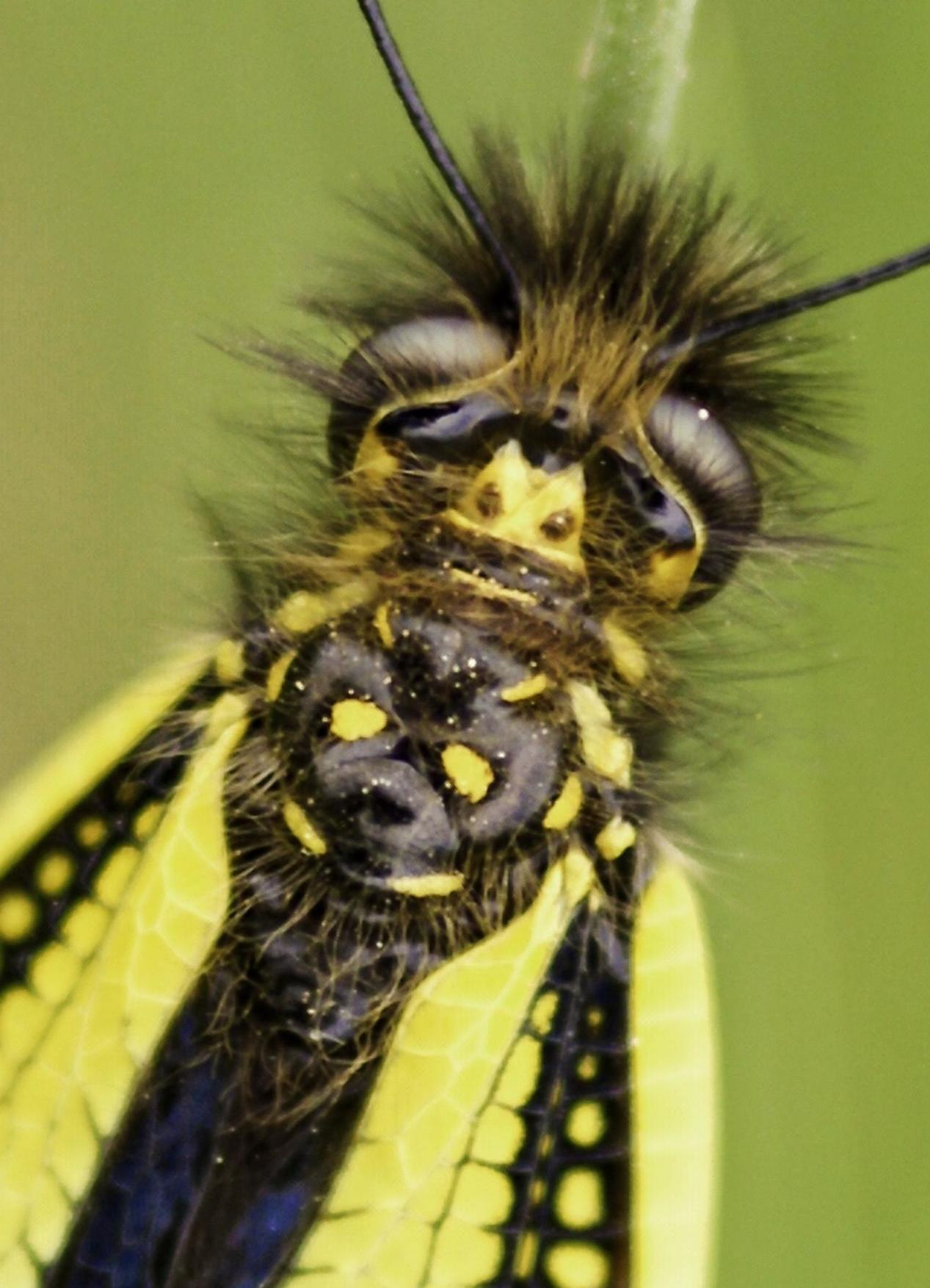
Libelloide cuni (Barcellona, Spagna)
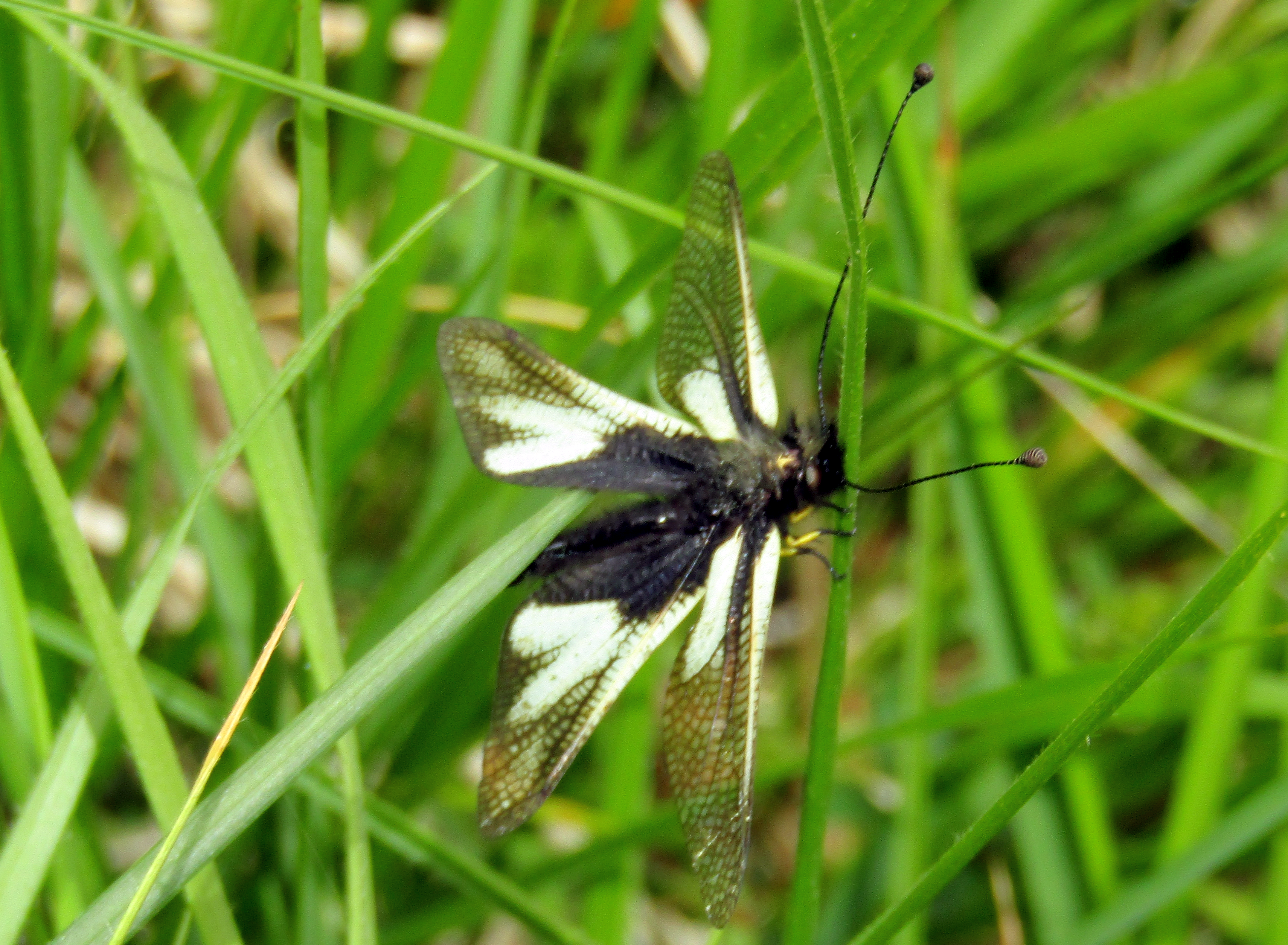
Libelloides coccajus (Alpi Apuane, Italia)